# 대니 토머스

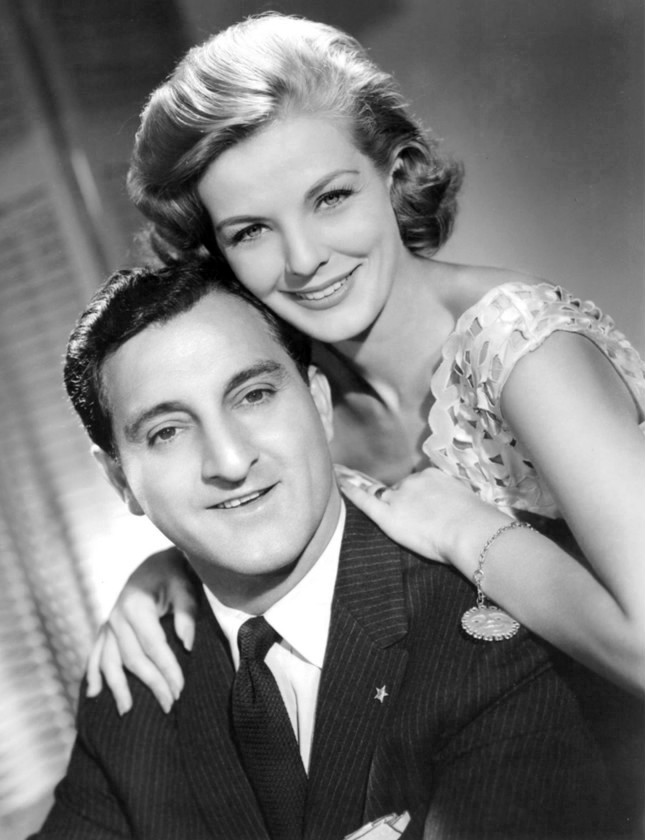

대니 토머스(Amos Muzyad Yakhoob Kairouz, 1912년 1월 6일 ~ 1991년 2월 6일)는 미국의 배우, 영화 제작자이다.
로스앤젤레스에서 사망하였다. 사인은 기흉이다.  테네시주에 매장되었다.

## 영화
- 사이드 바이 사이드 (1988년)
- 사랑의 데이트 (1978, Three on a Date)
- 오즈의 마법사 2 (1974년)
- 루킹 포 러브 (1964년)
- 재즈 싱어 (1952년)
- 아윌 씨 유 인 마이 드림스 (1951년)
- 빅 시티 (1948년)
- 언피니시드 댄스 (1947년)